# Monte Toro
Il monte Toro (2.524 m s.l.m.) è situato sullo spartiacque che separa l'alta val Brembana dalla Valcervia, tributaria della Valtellina.
Sulle sue pendici più basse, verso Foppolo, ospita degli impianti di risalita ormai non più utilizzati.

## Accessi
Il sentiero più breve per raggiungerlo parte da Foppolo Alta, sul lato della val Brembana, da dove si può salire per i prati che in inverno diventano piste da sci o lungo la carrabile che costeggia gli impianti a est. Si sale fino alla baita Montebello, adiacente all'arrivo della seggiovia principale degli impianti sciistici di Foppolo. La seggiovia, oltre che servire gli impianti sciistici, è funzionante anche nel mese di agosto. Giunti alla baita si prosegue a sinistra, cioè verso ovest, in direzione Lago delle Trote – monte Toro.
Raggiunto il lago si sale per il sentiero che, dal lato opposto, sale verso il lago alto delle Foppe, si prosegue verso il passo e quindi si percorre il sentiero che, a sinistra, si dirige verso la vetta seguendone la cresta. La vetta è poco frequentata.

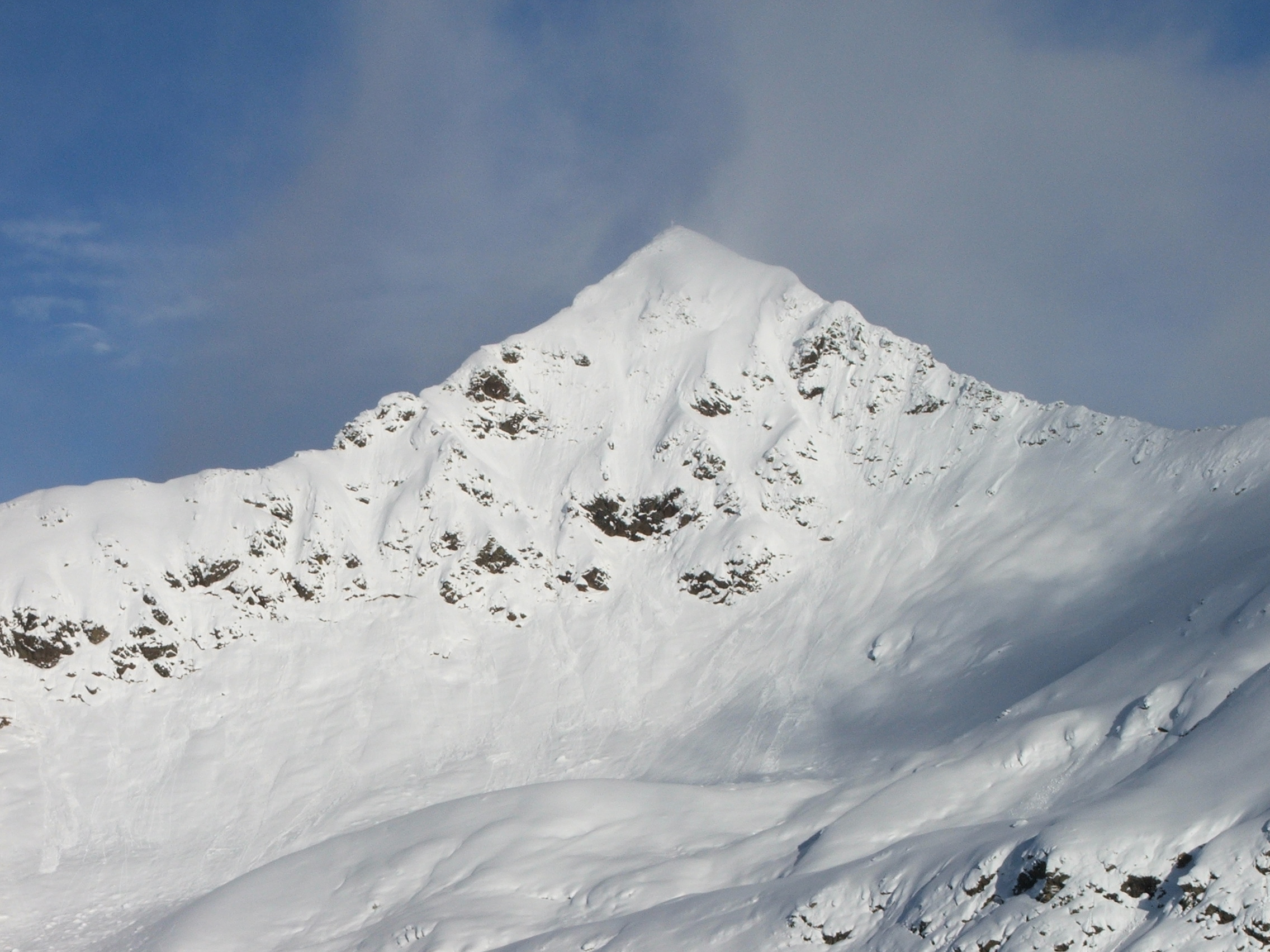
Il monte Toro a fine novembre visto da Montebello